# 八氯萘
八氯萘是一种有机化合物，化学式为C10Cl8。它是难溶于水的黄色固体，于2015年作为多氯萘列入斯德哥爾摩公約附录A和附录C中。它可由萘在磺酰氯中在氯化铁的存在下和氯气反应制得；或由萘和氯气在五氯化锑的存在下于150~210 °C反应得到。它和乙硫醇钠在DMF中反应，可以得到八(乙硫基)萘。它在45~50 °C可以被五氟化钒氧化，得到C10Cl8F8和VF4。